# Sand Land
Sand Land (サンド ランド) és un manga escrit i il·lustrat per Akira Toriyama. Fou publicat a la revista japonesa Shūkan Shōnen Jump entre l'edició número 23 i l'edició número 36/37 de l'any 2000 en 14 capítols, i recopilats en un únic volum al novembre de 2000 per Shueisha. El volum es publicà a Espanya per Planeta DeAgostini el novembre de 2001.
Toriyama pretenia que Sand Land fos una història breu sobre un home i un tanc, però va tenir dificultats per dibuixar el tanc i, com que va insistir a dibuixar-ho tot ell mateix sense ajudants, aviat se'n va penedir.

## Argument
En un món devastat per la sequera, el rei cobra quantitats exorbitants per l'aigua embotellada. Rao, un sheriff, decideix viatjar al Sud a la recerca del "manantial fantasma". Per ajudar-se contra els perills d'aquest viatge, Rao demana ajuda als monstres que habiten a la regió. A ell s'uneixen, en aquesta aventura, Belzebú i Thief. Durant el viatge s'enfronten contra l'exèrcit del Rei i altres enemics, mentre descobreixen la veritat sobre el passat de Rao i la sequera.

## Pel·lícula
Bandai Namco va anunciar que hi hauria una adaptació del manga a l'anime coproduïda per Sunrise. La pel·lícula estaria dirigida per Toshihisa Yokoshima, amb Hiroshi Kōjina com a assessor de direcció, Hayashi Mori escrivint el guió, Yoshikazu Iwanami dirigint el so i Yugo Kanno component la música. Imase interpreta el tema principal de la pel·lícula "Utopia" (ユートピア). La pel·lícula Sand Land es va estrenar a la San Diego Comic-Con el 22 de juliol de 2023., i es va estrenar als cinemes japonesos el 18 d'agost de 2023 per Tōhō.